# Samolot szkolno-bojowy

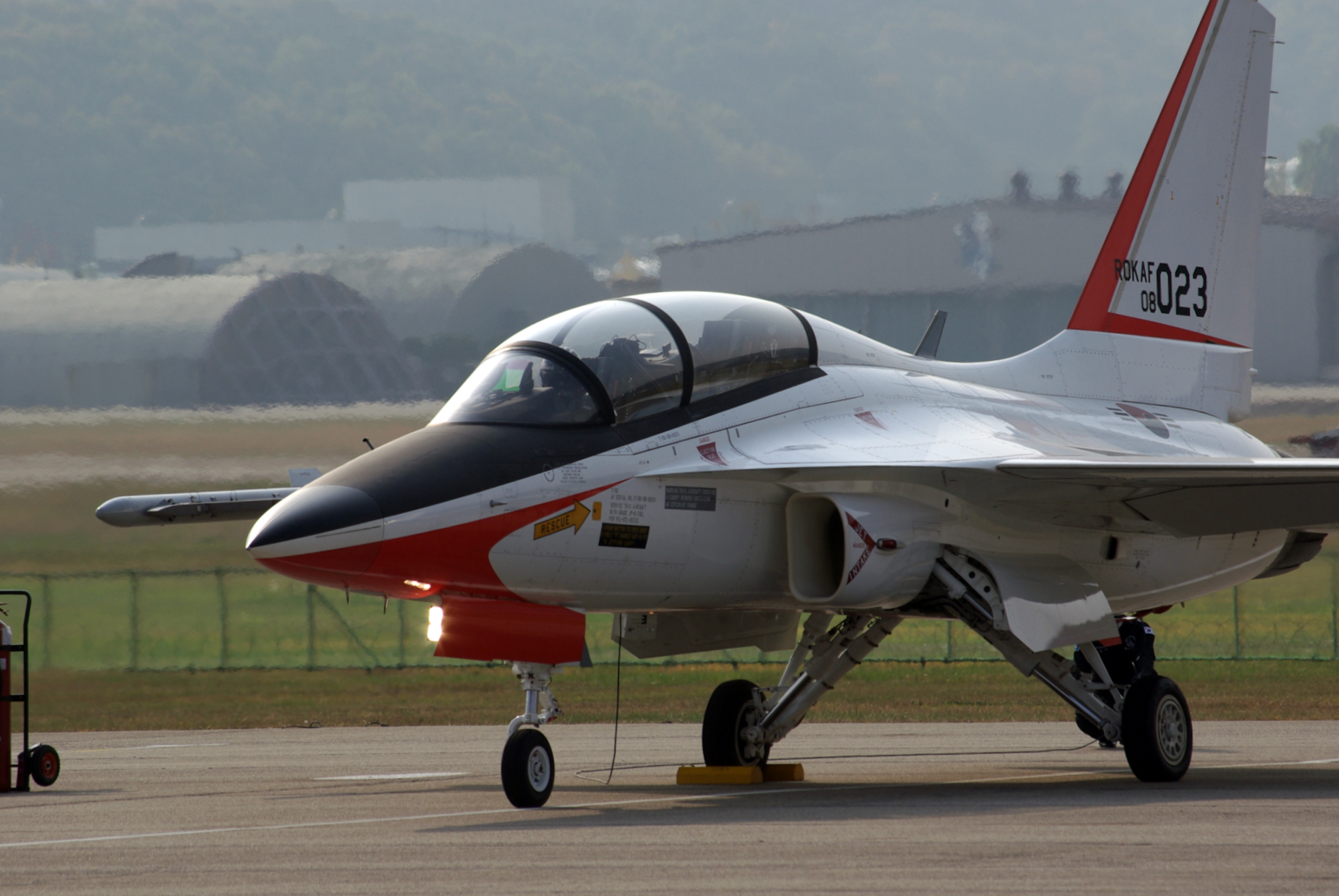
Samolot szkolno-bojowy T-50 Golden Eagle

Samolot szkolno-bojowy – rodzaj lekkiego samolotu służącego do szkolenia w zakresie pilotażu zaawansowanego (szkolenia zaawansowanego) w wojskach lotniczych, wyposażonego w ograniczone zdolności bojowe. Samoloty tego rodzaju posiadają zwykle lepsze właściwości lotne od samolotów szkolno-treningowych, pozwalają na szerszy zakres szkolenia na wyższym poziomie pilotażu, oferując ponadto możliwość szkolenia w zakresie prowadzenia bojowych operacji powietrznych, a także w ograniczonym zakresie prowadzenia rzeczywistych operacji bojowych w zwalczaniu celów powietrznych oraz powierzchniowych, zwłaszcza naziemnych.